# Einer Steemann Nielsen
Halfdan Einer Steemann Nielsen (født 13. juni 1907 i København, død 17. april 1989) var en dansk plantefysiolog, limnolog og marinbiolog. Han er særlig kendt for at være den første den brugte kulstof-14 til at bestemme primærproduktionen i havet.
Steemann Nielsen var professor i botanik ved Danmarks Farmaceutiske Højskole 1944-1969 og derefter professor i ferskvandsbiologi ved Københavns Universitet 1969-1977.
Han skrev en lang række videnskabelige afhandlinger og bøger om plante- og dyre-plankton.
Udvalgte arbejder
- Steemann Nielsen, E. 1951. Measurement of the production of organic matter in the sea by means of carbon-14. Nature 167: 684–685.
- Steemann Nielsen, E. 1952. The use of radio-active carbon (C14) for measuring organic production in the sea. Journal Pour la Conseil International d'Exploration de la Mer 18: 117–140.
- Steemann Nielsen, E. 1975. Marine Photosynthesis with Special Emphasis on the Ecological Aspects. Elsevier, Amsterdam. 141 s.

Om Steemann Nielsen
- Karl Banse (2002) Steemann Nielsen and the zooplankton. Hydrobiologia 480: 15-28

## Hæder
- Fortjenstmedaljen i sølv 1930
- Ridder af Dannebrogordenen 1952, Ridder af 1. grad 1959
- Medlem af Videnskabernes Selskab 1958
- Medlem af Det Norske Videnskaps-Akademi 1963
- Medlem af Kungliga Vetenskaps- och Vitterhets-Samhället 1970
- Æresdoktor ved Göteborgs Universitet 1975
- Emil Chr. Hansen-medaljen i sølv
- Galathea Medaillen